# Lista de capítulos de Naruto (parte II)

Capa do vigésimo oitavo volume do mangá Naruto, o primeiro tankōbon da parte II da história.

Segunda parte do mangá Naruto de Masashi Kishimoto. Publicado pela editora Shueisha na revista Weekly Shōnen Jump, a segunda parte do mangá, que é conhecida no anime por Naruto Shippuden, se passa 2 anos e meio depois do fim da primeira parte, começa no capítulo 245 e se encerra no capítulo 700, finalizando a série no volume 72, com mais um volume extra com capítulos publicados lançado após o fim da série. Nesta página, os capítulos estão listados por volume, ambos com seus respectivos títulos originais (volumes com seus títulos originais abaixo do traduzido e capítulos com seus títulos originais na coluna secundária) e há também um breve resumo de cada volume.
No Brasil, é licenciado e publicado pela editora Panini Comics. A segunda parte foi publicada entre agosto de 2009 e junho de 2015. Foi publicado também em uma versão de bolso, que alcançou a segunda parte em setembro de 2012 e finalizou em maio de 2016.[carece de fontes?] Em Portugal, é publicado pela Editora Devir desde Maio de 2018.

## Lista de volumes
| 1. O Regresso de Naruto!! (ナルトの帰郷!! Naruto no Kikyō!!) 2. O Crescimento dos Dois!! (二人の成長!! Futari no Seichō!!) 3. Inavasores na Areia (砂砂への侵入者たち Suna e no Shinnyūsha-tachi) 4. A Areia Contra-Ataca...!! (迎えうつ砂…!! Mukaeutsu Suna...!!) 5. Como Kazekage...!! (風影として…!! Kazekage to Shite...!!) 6. Novo Time, Primeira Missão!! (新チーム、初任務!! Shin Chīmu, Hatsu Ninmu!!) 7. Rumo à Areia...!! (砂へ…!! Suna e...!!) 8. Pensando, Correndo...!! (想い、駆ける…!! Omoi, Kakeru...!!) 9. Reforços...!! (頼れる加勢…!! Tayoreru Kasei...!!) |

| 1. Irmãos...!! (兄弟…!! Kyōdai...!!) 2. Aproximando-se...!! (接近…!! Sekkin...!!) 3. Aqueles que Ficam no Caminho!! (立ちはだかる者たち!! Tachi wa Dakaru Mono-tachi!!) 4. O Valor da Experiência de Kakashi!! (カカシの経験値 Kakashi no Keiken Atai) 5. Guy VS Kisame!! (ガイVS鬼鮫!! Gai VS Kisame!!) 6. A Força de Itachi...!! (イタチの力…!! Itachi no Chikara...!!) 7. Kakashi VS Itachi!! (カカシVSイタチ!! Kakashi VS Itachi!!) 8. Jinchuuriki...!! (人柱力…!! Jinchūriki...!!) 9. Emoções a Tona...!! (駆ける思い…!! Kakeru Omoi...!!) |

| 1. Um Choro de Fúria...!! (大声で怒れ…!! Ōgoe de Ikare...!!) 2. A Arte do Sasori...!! (サソリの芸術…!! Sasori no Geijutsu...!!) 3. Chiyo-baa e Sakura (チヨバアとサクラ Chiyo-bā to Sakura) 4. Sasori Revelado...!! (サソリ、現る…!! Sasori, Arawaru...!!) 5. Determinação Violenta...!! (激しき決意…!! Hageshiki Ketsui...!!) 6. Mestre de Marionetes VS Mestre de Marionetes!! (傀儡師VS傀儡師!! Kugutsushi VS Kugutsushi!!) 7. Algo que Eu Possa Fazer...!! (出来ること…!! Dekiru Koto...!!) 8. Engano...!! (誤算…!! Gosan...!!) 9. Poder Desconhecido...!! (未知の能力…!! Michi no Chikara...!!) |

| 1. Chiyo-baa VS Sasori...!! (チヨバアVSサソリ…!! Chiyo-bā VS Sasori...!!) 2. A Última Batalha!! (ラストバトル!! Rasuto Batoru!!) 3. Um Sonho Não Realizado (叶わぬ夢 Kanawanu Yume) 4. Recompensa...!! (褒美…!! Hōbi...!!) 5. O Novo Sharingan!! (新しい写輪眼!! Atarashii Sharingan!!) 6. A Arte Suprema!! (究極の芸術!! Kyūkyōku no Geijutsu!!) 7. A Morte de Gaara (我愛羅の死 Gaara no Shi) 8. Poder Misterioso...!! (不思議な力…!! Fushigi na Chikara...!!) 9. Desejo Confiado a Nós!! (託された想い!! Takusareta Omoi!!) |

| 1. O Caminho para Sasuke!! (サスケへの道!! Sasuke e no Michi!!) 2. A Volta do Time Kakashi (カカシ班帰還 Kakashi Han Kikan) 3. Procura-se Membros!! (メンバー探し!! Menbā Sagashi!!) 4. Novos Aliados...!! (新しい仲間…!! Atarashii Nakama...!!) 5. O Homem "Raiz"!! (“根”の者!! "Ne" no Mono!!) 6. Naruto e Sasuke e Sakura (ナルトとサスケとサクラ Naruto to Sasuke to Sakura) 7. Sem Título (無題 Mudai) 8. Sentimentos Incompreensíveis (分からない感情 Wakaranai Kanjō) 9. O Espião da "Akatsuki"!! (“暁”のスパイ!! "Akatsuki" no Supai!!) |

| 1. A Conclusão da Traição!! (裏切りの結末!! Uragiri no Ketsumatsu!!) 2. Desencadeando a Raiva!! (怒りの引き金!! Ikari no Hikigane!!) 3. Terceira Cauda...!! (三本目…!! Sanhonme...!!) 4. Fora de Controle...!! (暴走…!! Bōsō...!!) 5. Quarta Cauda...!! (四本目…!! Yonhonme...!!) 6. Rumo a Nona Cauda...!! (九尾へ…!! Kyūbi e...!!) 7. Uma Triste Conclusão (悲しき決着 Kanashiki Kecchaku) 8. A Missão de Sai!! (サイの任務!! Sai no Ninmu!!) 9. Missão Secreta...!! (極秘任務…!! Gokuhi Ninmu...!!) 10. A Fonte de Força...!! (強さの源…!! Tsuyosa no Minamoto...!!) |

| 1. O Livro de Desenhos do Sai!! (サイの絵本…!! Sai no Ehon...!!) 2. Sai e Sasuke!! (サイとサスケ!! Sai to Sasuke!!) 3. Infiltração...!! (潜入…!! Sennyū...!!) 4. A Traição de Sai!! (サイの裏切り!! Sai no Uragiri!!) 5. O Outro Lado da Traição!! (裏切りの裏側!! Uragiri no Uragawa!!) 6. O Vínculo com Você (キミとのつながり Kimi to no Tsunagari) 7. A Hora da Reunião...!! (再会の時…!! Saikai no Toki...!!) 8. Caprichos...!! (気まぐれ…!! Kimagure...!!) 9. A Força de Sasuke!! (サスケの力!! Sasuke no Chikara!!) 10. Conversa com a Kyuubi!! (九尾との対話!! Kyūbi to no Taiwa!!) |

| 1. O Título (タイトル Taitoru) 2. Apelidos (あだ名 Adana) 3. A Ameaça Iminente!! (忍び寄る脅威!! Shinobiyoru Kyōi!!) 4. A Nova Dupla!! (新たなる二人組!! Aratanaru Futarigumi!!) 5. Invasão da "Akatsuki"...!! (“暁”侵攻…!! "Akatsuki" Shinkō...!!) 6. Um Treinamento Especial!! (特別な修業!! Tokubetsu na Shugyō!!) 7. O Treinamento Começou!! (修行、始め!! Shugyō, Hajime!!) 8. O Pesadelo Começa!! (悪夢の始まり!! Akumu no Hajimari!!) 9. O Treinamento Avança (順調なる修業 Junchō Naru Shugyō) 10. Força Motivadora (つき動かすもの Tsukiugokasumono) |

| 1. Recompensa...!! (賞金首…!! Shōkin Kubi...!!) 2. Conversa Tranquila...!! (口上手…!! Kuchijōzu...!!) 3. Ele Não Poder Ser Morto (あいつは殺せない Aitsu wa Korosenai) 4. O Julgamento de Deus!! (神の裁き!! Kami no Sabaki!!) 5. A Análise de Shikamaru!! (シカマルの分析!! Shikamaru no Bunseki!!) 6. Não Haverá um Depois...!! (後は無い…!! Ato wa Nai...!!) 7. A Dor que Ele Deseja...!! (望んだ痛み…!! Nozonda Itami...!!) 8. Em Meio ao Desepero... (絶望の中に… Zetsubō no Naka ni...) 9. Time 10 (第十班 Daijippan) 10. O Objetivo é...!! (その目的…!! Sono Mokuteki...!!) |

| 1. Notícias Tristes...!! (悲しき報せ…!! Kanashiki Shirase...!!) 2. O Time 10 se Movimenta...!! (第十班が行く…!! Daijippan ga Iku...!!) 3. A Luta do Shikamaru!! (シカマルの戦い!! Shikamaru no Tatakai!!) 4. Afinidade...!! (相性…!! Aishō...!!) 5. Transformação Negra...!! (黒き変貌…!! Kuroki Henbō...!!) 6. Um Segredo Terrível!! (恐るべき秘密!! Osorubeki Himitsu!!) 7. Predicamento Completamente Contrário...!! (一転、窮地…!! Itten, Kyūchi...!!) 8. O Talento de Shikamaru!! (シカマルの才!! Shikamaru no Sai!!) 9. Quando Você o Amaldiçoou... (人を呪わば… Hito o Norowaba...) 10. Novo Jutsu...!! (新術…!! Shin Jutsu...!!) |

| 1. Uma Ponte Perigosa (危ない橋 Abunai Hashi) 2. O Resultado do Treinamento...!! (修業の成果…!! Shugyō no Seika...!!) 3. O Rei...!! (玉…!! Gyoku...!!) 4. Impiedoso... (非情に… Hijō ni...) 5. Hebi e... (蛇と… Hebi to...) 6. Ritual...!! (儀式…!! Gishiki...!!) 7. O Segredo por Trás do Novo Jutsu!! (新術の秘密!! Shin Jutsu no Himitsu!!) 8. Desvio!! (寄り道!! Yorimichi!!) 9. O Próximo!! (次なる一人!! Tsugi Naru Hitori!!) 10. O Esconderijo do Norte (北のアジトにて Kita no Ajito Nite) |

| 1. Informação Chocante...!! (衝撃の報せ…!! Shōgeki no Shirase...!!) 2. Uma Conversa de Homem para Homem!! (男との対話!! Otoko to no Taiwa!!) 3. Propósito...!! (目的は…!! Mokuteki wa...!!) 4. A Akatsuki se Reúne...!! (暁集合…!! Akatsuki Shūgō...!!) 5. Eles se Movem (動き出す者たち Ugokidasu Mono-tachi) 6. Qual o Caminho...!? (どっちへ…!? Docchi e...!?) 7. Colisão...!! (衝突…!! Shōtotsu...!!) 8. Deidara VS Sasuke!! (デイダラVSサスケ!! Deidara VS Sasuke!!) 9. Encurralado pelo C2!! (追いつめるC2!! Oitsumeru C2!!) 10. Aqueles Olhos...!! (その眼…!! Sono Me...!!) |

| 1. Karura C4 (C4カルラ C4 Karura) 2. Ponto Fraco...!! (弱点…!! Jakuten...!!) 3. Obra Prima!! (究極芸術!! Kyūkyoku Geijutsu!!) 4. A Morte de Sasuke...!! (サスケの死…!! Sasuke no Shi...!!) 5. O Alvo...!! (狙いは…!! Nerai wa...!!) 6. Perseguindo o Itachi (イタチを追え Itachi o Oe) 7. Irmãos (兄弟 Kyōdai) 8. Itachi e Sasuke (イタチとサスケ Itachi to Sasuke) 9. Investigação (情報収集 Jōhōshūshū) 10. Sobre o Pain (ペインについて Pein ni Tsuite) |

| 1. Mau Presságio (胸騒ぎ Munasawagi) 2. Velhos Amigos...!! (旧知…!! Kyūchi...!!) 3. O País Que Chora!! (泣いている国!! Naiteiru Kuni!!) 4. A Época da Academia...!! (師弟時代…!! Shitei Jidai...!!) 5. O Crescimento de um Deus!! (神への成長!! Kami e no Seichō!!) 6. Os Dois Grandes Eremitas...!! (二大仙人…!! Ni Dai Sennin...!!) 7. A Criança Destinada!! (予言の子!! Yogen no Ko!!) 8. Modo Sennin!! (仙人モード!! Sennin Mōdo!!) 9. Um Contra Um...!! (一対一…!! Ittai'ichi!!) 10. A Decisão de Jiraiya!! (自来也の選択!! Jiraiya no Sentaku!!) |

| 1. Seu Rosto...!! (その面影…!! Sono Omokage...!!) 2. Sua Verdadeira Identidade...!! (その正体…!! Sono Shōtai...!!) 3. Minha Real Decisão!! (本当の選択!! Hontō no sentaku!!) 4. O Epílogo e o...!! (最終章、そして…!! Saishūshō, Soshite...!!) 5. Dois Caminhos... (二つの道… Futatsu no Michi...) 6. O Segredo do Mangekyou...!! (万華鏡の秘密…!! Mangekyō no Himitsu...!!) 7. Minha Nova Luz...!! (新たな光…!! Aratana Hikari...!!) 8. Realidade...!! (現実…!! Genjitsu...!!) 9. A Diferença Entre Nossos Poderes...!! (力の差…!! Chikara no Sa...!!) 10. Sasuke Vira o Jogo! (サスケの流れ! Sasuke no Nagare!) |

| 1. O Jutsu Final...!! (最後の術…!! Saigo no Jutsu...!!) 2. Como o Trovão...!! (雷鳴と共に…!! Raimei to Tomo ni...!!) 3. Susano'o...!! (須佐能乎…!! Susano'o...!!) 4. Meus Olhos...!! (オレの眼…!! Ore no Me...!!) 5. A Vitória de Sasuke (サスケの勝利 Sasuke no Shōri) 6. O Mistério que É Tobi (トビの謎 Tobi no Nazo) 7. Introdução (自己紹介 Jikoshōkai) 8. O Homem que Sabe a Verdade (真実を知る者 Shinjitsu o Shiru Mono) 9. A Origem da Folha (木ノ葉のはじまり Konoha no Hajimari) 10. Como Tudo Começou!! (すべての始まり!! Subete no Hajimari!!) 11. Nas Profundezas do Inferno (地獄の中で Jigoku no Naka de) 12. Ilusão (幻術 Maboroshi) 13. Últimas Palavras (最後の言葉 Saigo no Kotoba) |

| 1. Lágrimas (涙 Namida) 2. "Taka" e "Akatsuki" (“鷹”と“暁” "Taka" to "Akatsuki") 3. O que Ele Deixou para Trás (遺されたもの Nokosaretamono) 4. A Chave Para o Futuro (未来への鍵 Mirai e no Kagi) 5. Uma Carta para o Naruto (ナルトに宛てて Naruto ni Atete) 6. A Proposta de Fukasaku (フカサクの提案 Fukasaku no Teian) 7. O Herdeiro do Senjutsu...!! (仙術伝承…!! Senjutsu Denshō...!!) 8. A Batalha do Monte das Tempestades!! (雲雷峡の闘い!! Unraikyō no Tatakai!!) 9. Hachibi VS Sasuke!! (八尾VSサスケ!! Hachibi VS Sasuke!!) 10. Medo Sem Precedentes (かつてない戦慄 Katsutenai Senritsu) |

| 1. Colapso (崩落 Hōraku) 2. A Ira do Touro (暴れ牛 Abare Ushi) 3. Um Novo Poder!! (新しき力!! Atarashiki Chikara!!) 4. A História de um Ninja Determinado (ド根性忍伝 Dokonjō Ninden) 5. O Raikage se Move!! (雷影、動く!! Raikage, Ugoku!!) 6. Naruto Sennin!! (仙人ナルト!! Sennin Naruto!!) 7. Ataque Surpresa!! (襲来!! Shūrai!!) 8. Folha, Campo de Batalha!! (戦場、木ノ葉!! Senjō, Konoha!!) 9. Chame Naruto de Volta!! (ナルトを呼び戻せ!! Naruto o Yobimodose!!) 10. Kakashi VS Pain!! (カカシVSペイン!! Kakashi VS Pein!!) |

| 1. O Poder do Tendou!! (天道の能力!! Tendō no Nōryoku!!) 2. Determinação!! (決断!! Ketsudan!!) 3. Hatake Kakashi (はたけカカシ Hatake Kakashi) 4. Naruto e a Folha!! (ナルトと木ノ葉!! Naruto to Konoha!!) 5. Reunião (再会 Saikai) 6. Conversa!! (対談!! Taidan!!) 7. "A Dor" (「傷みを」 "Itami o") 8. Naruto Retorna!! (ナルト帰還!! Naruto Kikan!!) 9. A Erupçao de Naruto!! (ナルト大噴火!! Naruto Daifunka!!) 10. O Retorno do Rasen-Shuriken!! (螺旋手裏剣再び!! Rasenshuriken Futatabi!!) |

| 1. Senjutsu Esgotado...!? (仙術失敗…!? Senjutsu Shippai...!?) 2. Naruto VS Tendou (ナルトVS天道!! Naruto VS Tendō!!) 3. Banshou Ten'in (万象天引 Banshō Ten'in) 4. Paz (平和 Heiwa) 5. Confissão (告白 Kokuhaku) 6. O Selo se Rompe!! (封印破壊!! Fūin Hakai!!) 7. Chibaku Tensei (地爆天星 Chibaku Tensei) 8. Conversando com o Yondaime!! (四代目との会話!! Yondaime to no Kaiwa!!) 9. Rasen-Shuriken VS Shinra Tensei!! (螺旋手裏剣VS神羅天征!! Rasenshuriken VS Shinra Tensei!!) 10. A Última Aposta!! (最後の賭け!! Saigo no Kake!!) |

| 1. Cara a Cara!! (対面!! Taimen!!) 2. Respostas (答 Kotae) 3. No Topo do Mundo (世界の天辺 Sekai no Teppen) 4. Eu Só Quero Protegê-los (ただ二人を守もりたい Tada Futari o Mamoritai) 5. Acredite (信じる Shinjiru) 6. Herança...!! (形見…!! Katami...!!) 7. A Flor da Esperança (希望の花 Kibō no Hana) 8. A Aclamação da Vila!! (歓呼の里!! Kanko no Sato!!) 9. Lidando com o Sasuke!! (サスケの処分!! Sasuke no Shobun!!) 10. Encurralando Danzou!! (ダンゾウに迫る!! Danzō ni Semaru!!) 11. Véspera da Reunião dos Cinco Kages...!! (五影会談前夜…!! Gokage Kaidan Zen'ya...!!) |

| 1. Aparecem os Cinco Kages...!! (五影登場…!! Gokage Tōjō...!!) 2. Laço...!! (繋がり…!! Tsunagari...!!) 3. Naruto Parte...!! (ナルト出発…!! Naruto Shuppatsu...!!) 4. Começa a Reunião dos Cinco Kages...!! (五影会談、開幕…!! Gokage Kaidan, Kaimaku...!!) 5. Os Cinco Kages Discutem...!! (五影の大論戦…!! Gokage no Dairosen...!!) 6. A Decisão da Sakura!! (サクラの決意!! Sakura no Ketsui!!) 7. Sasuke Cercado...!! (サスケ包囲網…!! Sasuke Hōimō...!!) 8. Vila da Nuvem VS Taka!! (雲隠れVS鷹!! Kumogakure VS Taka) 9. O Caminho Ninja de Sasuke...!! (サスケの忍道…!! Sasuke no Nindō...!!) 10. Sasuke VS Raikage!! (サスケVS雷影!! Sasuke VS Raikage!!) |

| 1. O Poder da Escuridão...!! (闇の力…!! Yami no Chikara...!!) 2. Ataque a Sala de Conferência! (会談場襲撃! Kaidanjō Shūgeki!) 3. A Grande Batalha Atrás de Portas Fechadas!! (密室の大攻防戦!! Misshitsu no Daikōbōsen!!) 4. Declaração de Guerra (宣戦 Sensen) 5. Hachibi e Kyuubi (八尾と九尾 Hachibi to Kyūbi) 6. A Confissão da Sakura!! (サクラの告白!! Sakura no Kokuhaku!!) 7. Killer Bee VS Kisame!! (キラービーVS鬼鮫!! Kirā Bī VS Kisame!!) 8. Hachibi, Versão 2!! (八尾、バージョン2!! Hachibi, Bājon 2!!) 9. Luta Mortal na Prisão Aquática!! (水牢の死闘!! Suirō no Shitō!!) 10. Irmão (ブラザー Burazā) |

| 1. Preparado para Agir Como Hokage...!! (火影としての覚悟…!! Hokage to Shite no Kakugo...!!) 2. O Verdadeiro Valor de Madara!! (マダラの真骨頂!! Madara no Shinkocchō!!) 3. Sasuke VS Danzou...!! (サスケVSダンゾウ…!! Sasuke VS Danzō...!!) 4. Não Fale do Itachi (イタチを語るな Itachi o Kataruna) 5. A Forma Completa do Susano'o...!! (須佐能乎完全体…!! Susano'o Kanzentai...!!) 6. Izanagi (イザナギ Izanagi) 7. Sacrifício (犠牲 Gisei) 8. Danzou Morre!! (ダンゾウ死す!! Danzō Shisu!!) 9. Mais Uma Vez... (もう一度… Mō Ichido...) 10. Aprendiz e Sensei se Reencontram!! (再びの師弟!! Futatabi no Shitei!!) |

| 1. Os Membros do Time 7!! (それぞれの第七班!! Sorezore no Dainanahan!!) 2. Perto... Longe... (近く…遠く… Chikaku... Tōku...) 3. Punhos (拳 Kobushi) 4. A Batalha Começa...!! (戦いの始まり…!! Tatakai no Hajimari...!!) 5. Cada um pra sua Vila (それぞれの里へ Sorezore no Sato e) 6. Beirando a Grande Guerra Ninja...!! (忍界大戦へ向けて…!! Ninkai Taisen e Mukete...!!) 7. Verdades Sobre a Kyuubi!! (九尾の真実!! Kyūbi no Shinjitsu!!) 8. Jinchuuriki Confinado!! (人柱力監禁!! Jinchūriki Kankin!!) 9. Saudações (あいさつ Aisatsu) 10. Naruto Sombrio!! (闇ナルト!! Yami Naruto!!) 11. Killer Bee e Motoi (キラービーとモトイ Kirā Bī to Motoi) |

| 1. Esmagando o Naruto Sombrio!! (闇ナルト撃破!! Yami Naruto Gekiha!!) 2. Reunião com a Kyuubi!! (再会九尾!! Saikai Kyūbi!!) 3. Kyuubi VS Naruto!! (九尾VSナルト!! Kyūbi VS Naruto!!) 4. O Cabelo Vermelho da Mamãe (母さんの赤い髪 Kā-san no Akai Kami) 5. Um Novo Selo!! (新たなる封印!! Aratanaru Fūin!!) 6. O Nascimento do Naruto (ナルトの出生 Naruto no Shusshō) 7. O Ataque da Kyuubi!! (九尾襲来!! Kyūbi Shūrai!!) 8. A Luta Mortal do Yondaime!! (四代目の死闘!! Yondaime no Shitō!!) 9. O Shiki Fuujin do Minato!! (ミナトの屍鬼封尽!! Minato no Shiki Fūjin!!) 10. Obrigada (ありがとう Arigatō) |

| 1. O Chakra da Kyuubi, Liberado!! (九尾チャクラ、解放!! Kyūbi Chakura, Kaihō!!) 2. Guy VS Kisame!! (ガイVS鬼鮫!! Gai VS Kisame!!) 3. Uma Vida de Mentiras...!! (偽りの存在…!! Itsuwari no Sonzai...!!) 4. Como um Shinobi Morre (忍の死に様 Shinobi no Shinizama) 5. A Ponte para a Paz (平和への架け橋 Heiwa e no Kakehashi) 6. Um Kinjutsu Inesperado!! (まさかの禁術!! Masaka no Kinjutsu!!) 7. Nós Todos Voltaremos para Casa (帰ってこよう Kaettekoyō) 8. A Verdade Sobre Zetsu!! (ゼツの真実!! Zetsu no Shinjitsu!!) 9. Kabuto VS Tsuchikage!! (カブトVS土影!! Kabuto VS Tsuchikage!!) 10. O Plano do Kabuto!! (カブトの目論見!! Kabuto no Mokuromi!!) |

| 1. A Grande Guerra, Eclosão! (大戦、開戦! Taisen, Kaisen!) 2. O Discurso do Gaara (我愛羅の演説 Gaara no Enzetsu) 3. A "Gerra" do Omoi!! (オモイの「戦争」!! Omoi no "Sensō"!!) 4. A Batalha Entre os Esquadrões de Emboscada!! (奇襲部隊の攻防!! Kishū Butai no Kōbō!!) 5. Bijuu-dama (尾獣玉 Bijū-Dama) 6. Os Segredos do Edo Tensei (穢土転生の秘密 Edo Tensei no Himitsu) 7. Grande Regimento, o Começo da Guerra!! (大連隊、戦闘開始!! Dairentai, Sentō Kaishi!!) 8. Já Estou Morto (死んだんだ Shin Danda) 9. Os Sete Lendários Shinobis Espadachins!! (伝説の忍刀七人衆!! Densetsu no Shinobigatana Shichininshū!!) 10. Aquilo que Você Deve Proteger (守るべきもの Mamorubeki Mono) |

| 1. Kages, Ressurreição!! (影、復活!! Kage, Fukkatsu!!) 2. Batalha Ardente!! O Esquadrão Darui!! (激戦!!ダルイ部隊!! Gekisen!! Darui Butai!!) 3. Palavra Tabu (NGワード Enu Jī Wādo) 4. Além do "Entediado" (「だるい」を超えて "Darui" o Koete) 5. O Vínculo Dourado (金色の絆 Kin'iro no Kizuna) 6. A Determinação de Chouji (チョウジの決意 Chōji no Ketsui) 7. Reunião, Time Asuma! (再会、アスマ班! Saikai, Asuma Han!) 8. Mifune VS Hanzou, Conclusão!! (ミフネVS半蔵、決着!! Mifune VS Hanzō, Kecchaku!!) 9. Tempo de Promessas (誓いの時 Chikai no Toki) 10. Adeus Ino-Shika-Chou!! (さらば猪鹿蝶!! Saraba Ino-Shika-Chō!!) |

| 1. A Persuasão do Iruka (イルカの説得 Iruka no Settoku) 2. Naruto Indo ao Campo de Batalha...!! (ナルト戦場へ…!! Naruto Senjō e...!!) 3. Noite Adentro...!! (夜へ…!! Yoru e...!!) 4. Interrogatório!! (詰問!! Kitsumon!!) 5. Noite Sangrenta...!! (血の夜…!! Chi no Yoru...!!) 6. O Plano de Madara!! (マダラの作戦!! Madara no Sakusen!!) 7. Raikage VS Naruto!? (雷影VSナルト!? Raikage VS Naruto!?) 8. A História Secreta da Dupla Mais Forte!! (最強タッグ秘話!! Saikyō Taggu Hiwa!!) 9. Palavras Inesquecíveis (捨てられねェ言葉 Suterarenē Kotoba) 10. Dois Sóis!! (二つの太陽!! Futatsu no Taiyō!!) |

| 1. O Exército Imortal!! (不死身軍団!! Fujimi Gundan!!) 2. O Confronto Entre as Gerações de Kages!! (新旧影対決!! Shinkyū Kage Taiketsu!!) 3. Objetos de Real Valor!! (価値あるもの!! Kachi aru Mono!!) 4. Naruto VS Itachi!! (ナルトVSイタチ!! Naruto VS Itachi!!) 5. A Dúvida de Itachi!! (イタチの問い!! Itachi no Toi!!) 6. Kotoamatsu-Kami (別天神 Kotoamatsukami) 7. Parem o Nagato!! (長門を止めろ!! Nagato o Tomero!!) 8. Condição para ser Hokage...!! (火影の条件…!! Hokage no Jōken...!!) 9. Chegada ao Campo de Batalha!! (主戦場到着!! Shusenjō Tōchaku!!) 10. O Limite do Rasen-Shuriken...!! (螺旋手裏剣の限界…!! Rasenshuriken no Genkai...!!) 11. Contradição (矛盾 Mujun) |

| 1. Gaara VS Mizukage!! (ガアラVS水影!! Gaara VS Mizukage!!) 2. Garoto Brincalhão!! (蒸危暴威!! Jōki Bōi!!) 3. O Trunfo de Kabuto...!! (カブトの切り札…!! Kabuto no Kirifuda...!!) 4. Chegam os Reforços...!! (増援到着…!! Zōen Tōchaku...!!) 5. Uchiha Madara (うちはマダラ Uchiha Madara) 6. O Poder Desse Nome (その名の力 Sono Na no Chikara) 7. Lugar para Encontrar a Si Mesmo (己を拾う場所 Onore o Hirou Basho) 8. Os 5 Kages Reunidos...!! (五影集結…!! Gokage Shūketsu...!!) 9. O Homem que Não é Ninguém (誰でもない男 Dare demo Nai Otoko) 10. Jinchuuriki VS Jinchuuriki!! (人柱力VS人柱力!! Jinchūriki VS Jinchūriki!!) |

| 1. Olhos e Bestas (眼と獣 Me to Kemono) 2. O Jinchuuriki da Vila da Folha (木ノ葉の里の人柱力 Konoha no Sato no Jinchūriki) 3. Yonbi, o Eremita Rei dos Macacos (四尾・仙猿の王 Yonbi - Sen'en no Ō) 4. Prove Sua Determinação!! (意志の証明!! Ishi no Shōmei!!) 5. Kurama!! (九喇嘛!! Kurama!!) 6. Modo Bijuu!! (尾獣モード!! Bijū Mōdo!!) 7. Os Nove Nomes (九つの名前 Kokonotsu no Namae) 8. O Caminho ao Resplendor (輝きへと続く道 Kagayaki e to Tsuzuku Michi) 9. Olhos que Veem a Escuridão (闇を見る眼 Yami o Miru Me) 10. Determinação de Pedra (石の意志 Ishi no Ishi) |

| 1. Sinais do Reencontro (再会の道標 Saikai no Michishirube) 2. A Lâmina do Ódio (憎しみの刃 Nikushimi no Yaiba) 3. A Fraqueza do Desespero!! (絶望の弱点!! Zetsubō no Jakuten!!) 4. Irmãos, Lutando como Um!! (兄弟、共闘!! Kyōdai, Kyōtō!!) 5. Hora dos Irmãos (兄弟の時間 Kyōdai no Jikan) 6. A Folha de Cada Um (それぞれの木ノ葉 Sorezore no Konoha) 7. Nada Demais (何も無い Nani mo Nai) 8. Quem é Esse? (これは誰だ Kore wa Dare Da) 9. Yakushi Kabuto (薬師カブト Yakushi Kabuto) 10. Posso Ser Eu Mesmo (ボクがボクであるために Boku ga Boku de Aru Tame ni) 11. A Ativação do Izanami (イザナミ発動 Izanami Hatsudō) 12. Quando Chegar às 9h (9時になったら Kuji ni Nattara) |

| 1. Ostentando o Nome Kage (影を背負う Kage o Seou) 2. Jutsu Edo Tensei, Liberado (穢土転生の術・解 Edo Tensei no Jutsu: Kai) 3. Eu Sempre Vou Te Amar (お前をずっと愛している Omae o Zutto Aishiteiru) 4. Risco (リスク Risuku) 5. O Terceiro Poder (第三勢力 Daisan Seiryoku) 6. A Ressurreição de Orochimaru (復活の大蛇丸 Fukkatsu no Orochimaru) 7. O Progenitor (祖たるもの Sotarumono) 8. Rachadura (皹 Hibi) 9. Um Jutsu (一つの術 Hitotsu no Jutsu) 10. O Segredo do Ninjutsu de Espaço-tempo (時空間忍術の秘密 Jikūkan Ninjutsu no Himitsu) |

| 1. Destruído!!!! (粉砕!!!! Funsai!!!!) 2. Uchiha Obito (うちはオビト Uchiha Obito) 3. Como Até Agora? (なぜ今まで Naze Ima Made) 4. Obito e Madara (オビトとマダラ Obito to Madara) 5. Estou Vivo (生きている Ikiteiru) 6. Reabilitação (リハビリ Rihabiri) 7. Reencontro, e Então (再会、そして Saikai, Soshite) 8. Inferno (地獄 Jigoku) 9. O Mundo dos Sonhos (夢の世界 Yume no Sekai) 10. Eu Não Me Importo (どうでもいいんだよ Dōdemo Iinda yo) |

| 1. A Decisão de Kakashi!! (カカシの決意!! Kakashi no Ketsui!!) 2. Fim (終わり Owari) 3. Juubi (十尾 Jūbi) 4. Chegada (到着 Tōchaku) 5. O Jutsu da Aliança Shinobi!! (忍連合の術!! Shinobi Rengō no Jutsu!!) 6. Cabeça (頭 Atama) 7. Para Você (お前に Omae ni) 8. Aqueles que Estão Conectados (繋がれるもの Tsunagareru Mono) 9. A Dança dos Shinobis (忍び舞う者たち Shinobi Mau Mono-tachi) 10. A Dança dos Shinobis - Parte 2 (忍び舞う者たち 其ノ弐 Shinobi Mau Mono-tachi - Sono Ni) |

| 1. Aqueles que Sabem de Tudo (全てを知る者たち Subete o Shiru Mono-tachi) 2. Um Clã Possuído pelo Mal (悪に憑かれた一族 Aku ni Tsukareta Ichizoku) 3. Senju Hashirama (千手柱間 Senju Hashirama) 4. Hashirama e Madara (柱間とマダラ Hashirama to Madara) 5. O Outro Lado (届いた Todoita) 6. Vislumbre (一望 Ichibō) 7. Quites (愛子 Aiko) 8. O Verdadeiro Sonho (本当の夢 Hontō no Yume) 9. Hashirama e Madara - Parte 2 (柱間とマダラ 其ノ弐 Hashirama to Madara - Sono Ni) 10. A Resposta de Sasuke (サスケの答え Sasuke no Kotae) |

| 1. Aqui, e a Partir de Agora (ここに、そしてこれから Koko ni, Soshite Kore Kara) 2. Buraco Vazio (風穴 Kazaana) 3. Aquilo que Preenche (埋めるもの Umeru Mono) 4. Time 7 (第七班 Dainanahan) 5. Frente Unida (共闘 Kyōtō) 6. Avante (前へ Mae e) 7. O Novo Trio da Pesada (新たなる三竦み Aratanaru Sansukumi) 8. Um Novo Vento (新しい風 Atarashī Kaze) 9. O Obito de Agora (今のオビトを Ima no Obito o) 10. O Jinchuuriki do Juubi (十尾の人柱力 Jūbi no Jinchūriki) |

| 1. Obito, o Jinchuuriki do Juubi (十尾の人柱力・オビト Jūbi no Jinchūriki - Obito) 2. Ataque (襲 Osō) 3. Finalmente (やっとだよ Yatto Da yo) 4. Vocês São a Atração Principal!! (君らがメインだ!! Kimira ga Mein da!!) 5. Brecha (突破口 Toppakō) 6. Tocando os Punhos...!! (合わせる拳…!! Awaseru Kobushi...!!) 7. Eu Sei (分かってる Wakatteru) 8. Dois Poderes...!! (二つの力…!! Futatsu no Chikara...!!) 9. Shinju (神樹 Shinju) 10. Arrependimentos (後悔 Kōkai) |

| 1. O Sonho de um Shinobi...!! (忍の夢…!! Shinobi no Yume...!!) 2. A Vontade dos Shinobis (忍の意志 Shinobi no Ishi) 3. Vou Dormir (眠るのは Nemuru no wa) 4. Aquilo Preenchido (埋めたもの Umeta Mono) 5. O Conflito Interno do Naruto (ナルトの轍 Naruto no Wadachi) 6. Eu Vi Perfeitamente (ちゃんと見てる Chanto Miteru) 7. Sou Uchiha Obito (うちはオビトだ Uchiha Obito da) 8. Ranhura (轍 Wadachi) 9. Troca (交代 Kōtai) 10. O Retorno de Uchiha Madara (うちはマダラ、参る Uchiha Madara, Mairu) |

| 1. Bijuu VS Madara...!! (尾獣VSマダラ…!! Bijū VS Madara...!!) 2. Rinbo: Hengoku...!! (輪墓・辺獄…!! Rinbo: Hengoku...!!) 3. O Coração Oculto (裏の心 Ura no Kokoro) 4. O Mundo Falho (失敗した世界 Shippaishita Sekai) 5. O Verdadeiro Fim (本当の終わり Hontō no Owari) 6. Absolutamente (絶対に Zettai ni) 7. Porque Eu Sou Seu Pai (父親だから Chichioya Dakara) 8. Meu Eu de Agora (今のオレは Ima no Ore wa) 9. Os 2 Mangekyous (2つの万華鏡 Futatsu no Mangekyō) 10. O Fim dos Dias de Juventude (碧き日の終わり Aoki Hi no Owari) 11. O Início da Primavera Vermelha (紅き春の始まり Akaki Haru no Hajimari) |

| 1. Hachimon Tonkou no Jin...!! (八門遁甲の陣…!! Hachimon Tonkō no Jin...!!) 2. Aquele Começo...!! (始まりのもの…!! Hajimari no Mono...!!) 3. Naruto e o Rikudou Sennin...!! (ナルトと六道仙人…!! Naruto to Rikudō Sennin...!!) 4. Yagai...!! (夜ガイ…!! Yagai...!!) 5. Nós Vamos...!! (オレらで…!! Orera de...!!) 6. O Rinnegan de Sasuke...!! (サスケの輪廻眼…!! Sasuke no Rinnegan...!!) 7. O Sonho de Agora (今の夢 Ima no Yume) 8. Sonho Infinito (無限の夢 Mugen no Yume) 9. Tsukuyomi Infinito (無限月読 Mugen Tsukuyomi) 10. Minha Vontade é... (オレノ意志ハ Ore no Ishi wa) 11. O Começo Daquilo (はじまりのもの Hajimari no Mono) |

| 1. Mais Uma Vez (もう一度 Mō Ichido) 2. As Lágrimas de Kaguya (カグヤの涙 Kaguya no Namida) 3. Você Com Certeza Nunca Viu Isso (見たことねーだろ Mita Koto nē Daro) 4. Eu Tinha o Mesmo Sonho que Você (お前と同じ夢を見た Omae to Onaji Yume o Mita) 5. Ele Deve Ser Morto (殺しておくべきだ Koroshite Okubeki da) 6. Tudo o Que Eu Tenho...!! (ありったけの…!! Arittake no...!!) 7. Aqueles que Permanecem e Aqueles que se Vão (残せし者と継ぎし者 Nokoseshi Mono to Tsugishi Mono) 8. Você Deveria (お前は必ず Omae wa Kanarazu) 9. ...do Sharingan!! (写輪眼の…!! Sharingan no...!!) 10. Eu Gosto de Vocês (大好きだ Daisuki da) 11. ...dos Ninjas!! (忍者の…!! Ninja no...!!) |

| 1. Parabéns (おめでとう Omedetō) 2. Revolução (革命 Kakumei) 3. Aqui, Novamente (ここでまた Koko de Mata) 4. Naruto e Sasuke (1) (ナルトとサスケ① Naruto to Sasuke ‹1›) 5. Naruto e Sasuke (2) (ナルトとサスケ② Naruto to Sasuke ‹2›) 6. Naruto e Sasuke (3) (ナルトとサスケ③ Naruto to Sasuke ‹3›) 7. Naruto e Sasuke (4) (ナルトとサスケ④ Naruto to Sasuke ‹4›) 8. Naruto e Sasuke (5) (ナルトとサスケ⑤ Naruto to Sasuke ‹5›) 9. O Selo de Reconciliação (和解の印 Wakai no In) 10. Uzumaki Naruto!! (うずまきナルト!! Uzumaki Naruto!!) |

## Volume Especial
| N.º | Título | Data de lançamento original                | Data de lançamento português                              |
| --- | --- | ------------------------------------------ | --------------------------------------------------------- |
| Gaiden | Naruto: O Sétimo hokage e a Lua que Floresce Vermelha Naruto−ナルト−外伝・七代目火影と緋色の花つ月 (Naruto Gaiden: Nanadaime Hokage to Akairo no Hanatsuzuki) | 4 de Agosto de 2015 ISBN 978-4-08-880468-2 | Outubro de 2016[carece de fontes?] ISBN 978-85-426-0502-0 |
| \| 700+1. Uchiha Sarada (うちはサラダ Uchiha Sarada) 700+2. O Garoto do Sharingan...!! (写輪眼の少年…!! Sharingan no Shōnen...!!) 700+3. Encontro Casual (1) (邂逅① Kaikō ‹1›) 700+4. Encontro Casual (2) (邂逅② Kaikō ‹2›) 700+5. O Futuro (未来は Mirai wa) 700+6. Espécie Involuída (進化無き種 Shinkanaki Shu) 700+7. Escravo Genético (遺伝子の奴隷 Idenshi no Dorei) 700+8. A Coisa Verdadeira (本物 Honmono) 700+9. Eu Vou Te Proteger (私が守る Watashi ga Mamoru) 700+10. O Que Acontece Nestes Olhos (その眼に写るもの Sono Me ni Utsuru Mono) \| | |                                            |                                                           |
| 700+1. Uchiha Sarada (うちはサラダ Uchiha Sarada) 700+2. O Garoto do Sharingan...!! (写輪眼の少年…!! Sharingan no Shōnen...!!) 700+3. Encontro Casual (1) (邂逅① Kaikō ‹1›) 700+4. Encontro Casual (2) (邂逅② Kaikō ‹2›) 700+5. O Futuro (未来は Mirai wa) 700+6. Espécie Involuída (進化無き種 Shinkanaki Shu) 700+7. Escravo Genético (遺伝子の奴隷 Idenshi no Dorei) 700+8. A Coisa Verdadeira (本物 Honmono) 700+9. Eu Vou Te Proteger (私が守る Watashi ga Mamoru) 700+10. O Que Acontece Nestes Olhos (その眼に写るもの Sono Me ni Utsuru Mono)       | |                                            |                                                           |